# Pratt & Whitney J48
Pour les articles homonymes, voir J48.
Le Pratt & Whitney J48  (désignation de la société JT7) est un turboréacteur développé par le constructeur américain Pratt & Whitney en tant que version sous licence du moteur britannique Rolls-Royce RB.44 Tay. Le Tay/J48 était une version agrandie du Rolls-Royce Nene, qui était lui fabriqué sous licence sous le nom de Pratt & Whitney J42.

## Conception et développement
En 1947, suivant un ordre de l'US Navy, Pratt & Whitney s'engagea à fabriquer sous licence le turboréacteur à flux centrifuge Rolls-Royce Nene, qui prit alors la désignation de J42 (JT6 en interne). Ce moteur devait propulser l'avion de chasse embarqué Grumman F9F Panther. Inquiété par le fait que le Nene (et donc sa copie) risquait de ne pas avoir le potentiel nécessaire pour suivre la prise de poids habituelle accompagnant les futures évolutions du chasseur Panther, Luke Hobbs (en), vice-président de l'ingénierie de la compagnie-mère de Pratt & Whitney, la United Aircraft Corporation, émit le souhait que Rolls-Royce dessine un moteur dérivé plus puissant, qui serait alors lui-aussi fabriqué sous licence par Pratt & Whitney.
En 1948, Rolls-Royce avait conçu le turboréacteur Tay (RB.44), qui était aussi à flux centrifuge. Toutefois, comme la compagnie développait également un moteur plus performant avec un compresseur axial, le développement et la production du Tay furent laissés aux mains des ingénieurs de Pratt & Whitney,. La compagnie Rolls-Royce conserva cependant les droits sur le moteur concernant les territoires extérieurs aux États-Unis.
Le Tay/J48 était un agrandissement de 30 % du précédent Nene/J42, et fut produit à la fois en versions avec et sans postcombustion

## Histoire opérationnelle

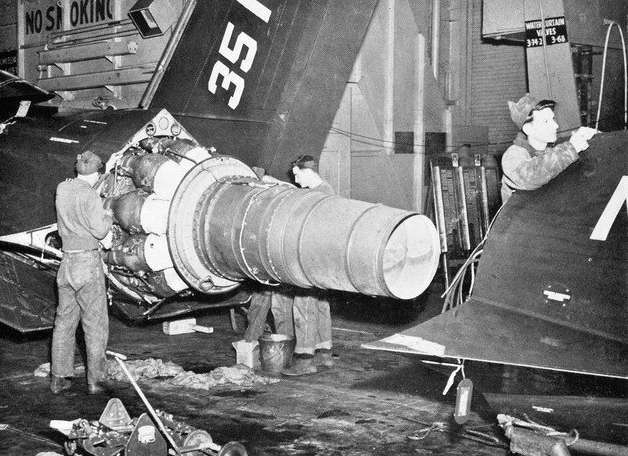
Maintenance d'un réacteur J48 d'un Grumman F9F-6/F9F-8 Cougar à bord USS Kearsarge (CV-33) en 1955.

Plusieurs avions ont utilisé le J48 pendant les années 1950, parmi lesquels les Grumman F9F-5 Panther et Grumman F9F-6/F9F-8 Cougar. Les appareils de l'US Air Force Lockheed F-94C Starfire et North American YF-93 utilisaient une version avec postcombustion du J48.
L'US Navy en avait en inventaire 2 678 en janvier 1957 et 2 783 en janvier 1959, l'USAF 824 en janvier 1957 et 297 en janvier 1959.

## Versions

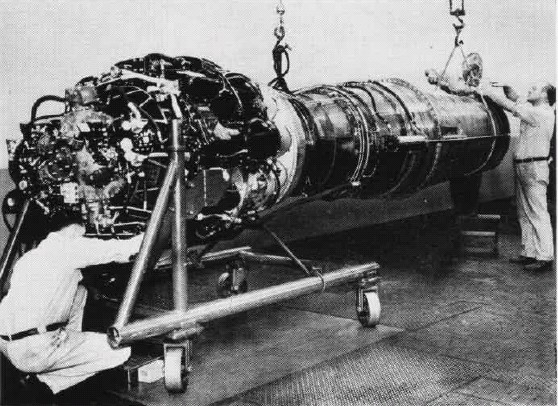
Un Pratt & Whitney J48 avec postcombustion.

données provenant de « The Engines of Pratt & Whitney: A Technical History »
- J48-P-1 : Poussée de 26,7 kN à sec, 35,6 kN avec PC ;
- J48-P-2 : Poussée de 27,8 kN à sec, 31,1 kN avec injection d'eau ;
- J48-P-3 : Poussée de 26,7 kN à sec, 35,6 kN avec PC ;
- J48-P-5 : Poussée de 28,2 kN à sec, 38,9 kN avec PC ;
- J48-P-6 : Poussée de 27,8 kN à sec, 31,1 kN avec injection d'eau ;
- J48-P-7 : Poussée de 28,2 kN à sec, 38,9 kN avec PC ;
- J48-P-8 : Poussée de 32,2 kN à sec, pas de PC ;
- J48-P-8A : Poussée de 32,2 kN à sec, pas de PC.

## Applications
Le J48 a été produit à 4 108 exemplaires, équipant les avions suivants :
- Grumman F9F-5 Panther ;
- Grumman F9F-6/-8 Cougar ;
- Lockheed F-94C Starfire ;
- North American YF-93.